# Jawor
Jawor là một thị trấn thuộc huyện Jaworski, tỉnh Dolnośląskie ở miền tây nam Ba Lan. Thị trấn có diện tích 19 km². Đến ngày 1 tháng 1 năm 2011, dân số của thị trấn là 23773 người và mật độ 1265 người/km².